# 女性主义文学
女性主义文学，指的是创作对象为女性作家，且创作内容反映女性生活，女性普遍形象的文学作品。

## 历史
女性主义兴起于西方社会。19世纪中叶后，这种思想伴随妇女解放运动，而成为了世界性的潮流。它是女性主义文学产生的重要历史背景、思想来源。在中国，女性主义文学创作有两个高潮时期，一次是在五四运动之后，另一次是在改革开放之后的“新时期”。